# Ministerium Hohenwart

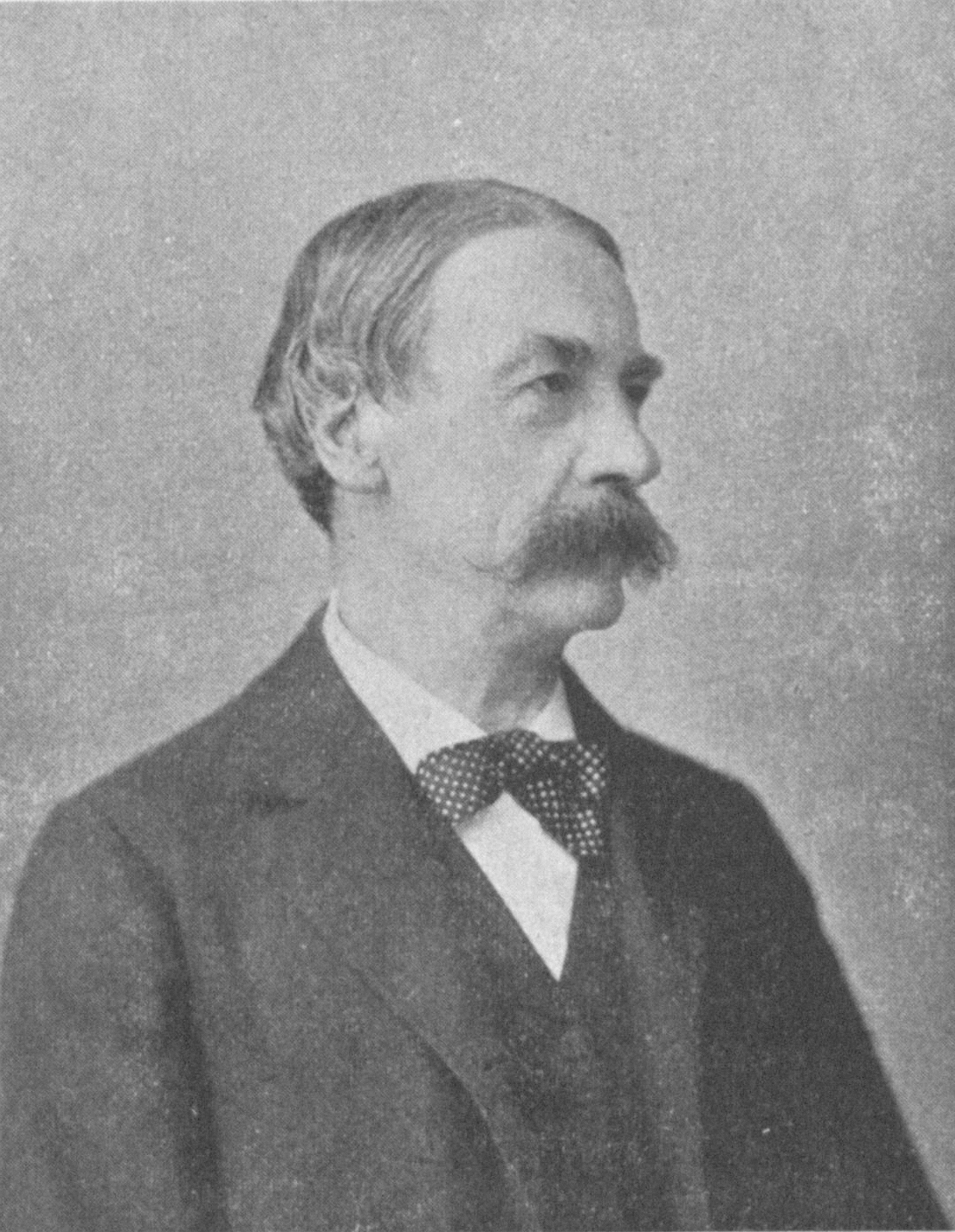
Karl Sigmund von Hohenwart war von Februar bis Oktober 1871 Ministerpräsident Altösterreichs

Das Ministerium Hohenwart wurde am 6. Februar 1871 von Ministerpräsident Karl Sigmund von Hohenwart in Cisleithanien gebildet, eine vor allem im Beamtentum und bei Juristen gebräuchliche inoffizielle Bezeichnung für den nördlichen und westlichen Teil Österreich-Ungarns. Es löste das Ministerium Potocki ab und blieb bis zum 30. Oktober 1871 im Amt. Daraufhin folgte das Ministerium Holzgethan.
Der Außenminister, der Kriegsminister und der gemeinsame Finanzminister waren nicht Mitglieder dieses Kabinetts. Siehe k.u.k. gemeinsame Ministerien.

## Minister
Dem Ministerium gehörten folgende Minister an:
| Amt                             | Amtsinhaber                             | Beginn der Amtszeit | Ende der Amtszeit |
| ------------------------------- | --------------------------------------- | ------------------- | ----------------- |
| Ministerpräsident               | Karl Sigmund von Hohenwart (beauftragt) | 6. Februar 1871     | 30. Oktober 1871  |
| Ackerbauminister                | Albert Schäffle                         | 6. Februar 1871     | 30. Oktober 1871  |
| Handelsminister                 | Albert Schäffle                         | 6. Februar 1871     | 30. Oktober 1871  |
| Kultus- und Unterrichtsminister | Josef Jireček                           | 6. Februar 1871     | 30. Oktober 1871  |
| Finanzminister                  | Ludwig von Holzgethan                   | 6. Februar 1871     | 30. Oktober 1871  |
| Innenminister                   | Karl Sigmund von Hohenwart              | 6. Februar 1871     | 30. Oktober 1871  |
| Justizminister                  | Karel Habětínek                         | 6. Februar 1871     | 30. Oktober 1871  |
| Minister für Landesverteidigung | Heinrich von Scholl                     | 6. Februar 1871     | 30. Oktober 1871  |
| Minister ohne Geschäftsbereich  | Kazimierz von Grocholski                | 11. April 1871      | 30. Oktober 1871  |

## Weblink
- Ministerratsprotokolle 1868-71